# La Guadalupe (kommun)
La Guadalupe är en corregimientos departamentale i Colombia.   Den ligger i departementet Guainía, i den östra delen av landet, 900 km öster om huvudstaden Bogotá. Antalet invånare är 225.